# Austria na Zimowych Igrzyskach Olimpijskich 1984
Austrię na Zimowych Igrzyskach Olimpijskich 1984 reprezentowało 65 zawodników (58 mężczyzn i siedem kobiet). Był to czternasty start reprezentacji Austrii na zimowych igrzyskach olimpijskich.

## Zdobyte medale
| Medal | Zawodnik      | Dyscyplina            | Konkurencja    |
| ----- | ------------- | --------------------- | -------------- |
| Brąz  | Anton Steiner | Narciarstwo alpejskie | zjazd mężczyzn |

## Skład kadry

### Biathlon
Mężczyźni
| Zawodnik                                          | Konkurencja         | czas biegu | Kary | Łączny czas | Pozycja |
| ------------------------------------------------- | ------------------- | ---------- | ---- | ----------- | ------- |
| Franz Schuler                                     | Bieg na 20 km       | 1:16:23,0  | 5:00 | 1:21:23,0   | 30.     |
| Alfred Eder                                       | Bieg na 20 km       | 1:16:52,6  | 6:00 | 1:22:52,6   | 34.     |
| Rudolf Horn                                       | Bieg na 20 km       | 1:15:10,8  | 8:00 | 1:23:10,8   | 36.     |
| Alfred Eder                                       | Bieg na 10 km       | 33:17,9    | 2    | 33:17,9     | 22.     |
| Rudolf Horn                                       | Bieg na 10 km       | 34:46,0    | 4    | 34:46,0     | 36.     |
| Walter Hörl                                       | Bieg na 10 km       | 35:02,6    | 5    | 35:02,6     | 39.     |
| Rudolf Horn Walter Hörl Franz Schuler Alfred Eder | Sztafeta 4 × 7,5 km | 1:43:28,1  | 1    | 1:43:28,1   | 8.      |

### Biegi narciarskie
Mężczyźni
| Zawodnik                                                     | Konkurencja        | czas       | Pozycja |
| ------------------------------------------------------------ | ------------------ | ---------- | ------- |
| Alois Stadlober                                              | Bieg na 15 km      | 43:51,6    | 25.     |
| Andreas Gumpold                                              | Bieg na 15 km      | 46:34,5    | 53.     |
| Franz Gattermann                                             | Bieg na 30 km      | 1:36:03,9  | 31.     |
| Peter Juric                                                  | Bieg na 30 km      | 1:37:06,6  | 35.     |
| Alois Stadlober                                              | Bieg na 50 km      | 2:25:26,3  | 24.     |
| Franz Gattermann                                             | Bieg na 50 km      | 2:26:40,8  | 29.     |
| Peter Juric                                                  | Bieg na 50 km      | 2:28:38,8  | 33.     |
| Andreas Gumpold Franz Gattermann Peter Juric Alois Stadlober | Sztafeta 4 × 10 km | 2:04:39,00 | 11.     |

### Bobsleje
Mężczyźni
| Osada  | Zawodnik                                                          | Konkurencja | Ślizg 1 | Ślizg 2 | Ślizg 3 | Ślizg 4 | Łącznie | Pozycja |
| ------ | ----------------------------------------------------------------- | ----------- | ------- | ------- | ------- | ------- | ------- | ------- |
| AUT-I  | Walter Delle Karth Hans Lindner                                   | Dwójki      | 52,61   | 53,01   | 52,33   | 52,64   | 3:30,59 | 12.     |
| AUT-II | Peter Kienast Christian Mark                                      | Dwójki      | 52,79   | 52,97   | 52,42   | 52,47   | 3:30,65 | 13.     |
| AUT-I  | Walter Delle Karth Günter Krispel Ferdinand Grössing Hans Lindner | Czwórki     | 50,60   | 51,14   | 51,19   | 51,28   | 3:24,21 | 10.     |
| AUT-II | Peter Kienast Franz Siegl Gerhard Redl Christian Mark             | Czwórki     | 50,83   | 51,27   | 51,29   | 51,24   | 3:24,63 | 11.     |

### Hokej na lodzie
Reprezentacja mężczyzn
| - Helmut Koren - Herbert Pöck - Bernie Hutz - Ed Lebler - Fritz Ganster - Giuseppe Mion - Helmut Petrik - Hans Fritz - Kelly Greenbank - Konrad Dorn |  | - Kuno Sekulic - Kurt Harand - Leopold Sivec - Martin Platzer - Michael Rudman - Peter Raffl - Rick Cunningham - Rudolf König - Thomas Cijan |

Reprezentacja Austrii brała udział w rozgrywkach grupy B turnieju olimpijskiego, w której zajęła 5. miejsce. Ostatecznie drużyna Austrii została sklasyfikowana na 9. miejscu.

### Grupa B
| Drużyna           | M | Mecze | Mecze | Mecze | Bramki | Bramki | Bramki | Pkt |
| Drużyna           | M | W     | R     | P     | +      | -      | +/-    | Pkt |
| ----------------- | - | ----- | ----- | ----- | ------ | ------ | ------ | --- |
| Czechosłowacja    | 5 | 5     | 0     | 0     | 38     | 7      | +31    | 10  |
| Kanada            | 5 | 4     | 0     | 1     | 24     | 10     | +14    | 8   |
| Finlandia         | 5 | 2     | 1     | 2     | 27     | 19     | +8     | 5   |
| Stany Zjednoczone | 5 | 1     | 2     | 2     | 16     | 17     | -1     | 4   |
| Austria           | 5 | 1     | 0     | 4     | 13     | 37     | -24    | 2   |
| Norwegia          | 5 | 0     | 1     | 4     | 15     | 43     | -28    | 0   |

Wyniki
| 7 lutego 1984 | Austria | 3:4 | Finlandia |  |

|  |  |  |  |  |

| 9 lutego 1984 | Kanada | 8:1 | Austria |  |

|  |  |  |  |  |

| 11 lutego 1984 | Austria | 0:13 | Czechosłowacja |  |

|  |  |  |  |  |

| 13 lutego 1984 | Stany Zjednoczone | 7:3 | Austria |  |

|  |  |  |  |  |

| 15 lutego 1984 | Norwegia | 5:6 | Austria |  |

|  |  |  |  |  |

### Kombinacja norweska
Mężczyźni
| Zawodnik           | Konkurencja   | Bieg narciarski | Bieg narciarski | Bieg narciarski | Skoki narciarskie | Skoki narciarskie | Skoki narciarskie | Skoki narciarskie | Skoki narciarskie | Skoki narciarskie | Skoki narciarskie | Skoki narciarskie | Łącznie | Pozycja |
| Zawodnik           | Konkurencja   | Czas biegu      | Pozycja         | Punkty          | Skok 1            | Nota              | Skok 2            | Nota              | Skok 3            | Nota              | Punkty            | Pozycja           | Łącznie | Pozycja |
| ------------------ | ------------- | --------------- | --------------- | --------------- | ----------------- | ----------------- | ----------------- | ----------------- | ----------------- | ----------------- | ----------------- | ----------------- | ------- | ------- |
| Klaus Sulzenbacher | Indywidualnie | 49:48,2         | 14.             | 190,570         | 78,5              | 94,0              | 77,5              | 88,3              | 90,0              | 110,0             | 204,0             | 7.                | 394,570 | 9.      |

### Łyżwiarstwo szybkie
Mężczyźni
| Zawodnik           | Konkurencja   | Konkurencja   | Konkurencja    | Konkurencja    | Konkurencja    | Konkurencja    | Konkurencja    | Konkurencja    | Konkurencja      | Konkurencja      |
| Zawodnik           | Bieg na 500 m | Bieg na 500 m | Bieg na 1000 m | Bieg na 1000 m | Bieg na 1500 m | Bieg na 1500 m | Bieg na 5000 m | Bieg na 5000 m | Bieg na 10 000 m | Bieg na 10 000 m |
| Zawodnik           | Czas          | Miejsce       | Czas           | Miejsce        | Czas           | Miejsce        | Czas           | Miejsce        | Czas             | Miejsce          |
| ------------------ | ------------- | ------------- | -------------- | -------------- | -------------- | -------------- | -------------- | -------------- | ---------------- | ---------------- |
| Michael Hadschieff | 40,52         | 32.           | 1:19,05        | 22.            | 2:02,06        | 20.            | 7:25,07        | 13.            | 14:53,78         | 5.               |
| Christian Eminger  |               |               | 1:20,98        | 33.            | 2:03,18        | 28.            |                |                |                  |                  |
| Werner Jäger       |               |               |                |                | 2:01,03        | 15.            | 7:18,61        | 8.             | 15:07,59         | 12.              |
| Heinz Steinberger  |               |               |                |                |                |                | 7:32,72        | 20.            | 15:18,19         | 19.              |

### Narciarstwo alpejskie
Mężczyźni
| Zawodnik         | Konkurencja | Konkurencja | Konkurencja                 | Konkurencja                 | Konkurencja                 | Konkurencja                 | Konkurencja                 | Konkurencja                 | Konkurencja                 | Konkurencja                 |
| Zawodnik         | Zjazd       | Zjazd       | Slalom gigant               | Slalom gigant               | Slalom gigant               | Slalom gigant               | Slalom specjalny            | Slalom specjalny            | Slalom specjalny            | Slalom specjalny            |
| Zawodnik         | Czas        | Pozycja     | Czas 1. przejazdu           | Czas 2. przejazdu           | Czas łączny                 | Pozycje                     | Czas 1. przejazdu           | Czas 2. przejazdu           | Czas łączny                 | Pozycja                     |
| ---------------- | ----------- | ----------- | --------------------------- | --------------------------- | --------------------------- | --------------------------- | --------------------------- | --------------------------- | --------------------------- | --------------------------- |
| Anton Steiner    | 1:45,95     | brąz        | Nie ukończył 1-go przejazdu | Nie ukończył 1-go przejazdu | Nie ukończył 1-go przejazdu | Nie ukończył 1-go przejazdu | Dyskwalifikacja             | Nie ukończył konkurencji    |                             |                             |
| Franz Klammer    | 1:47,04     | 10.         |                             |                             |                             |                             |                             |                             |                             |                             |
| Helmut Höflehner | 1:46,32     | 5.          |                             |                             |                             |                             |                             |                             |                             |                             |
| Erwin Resch      | 1:47,06     | 11.         |                             |                             |                             |                             |                             |                             |                             |                             |
| Franz Gruber     |             |             | 1:21,03                     | 1:21,05                     | 2:42,08                     | 4.                          | Dyskwalifikacja             | Nie ukończył konkurencji    | Nie ukończył konkurencji    | Nie ukończył konkurencji    |
| Hubert Strolz    |             |             | 1:21,47                     | 1:21,24                     | 2:42,71                     | 6.                          | Nie ukończył 1-go przejazdu | Nie ukończył 1-go przejazdu | Nie ukończył 1-go przejazdu | Nie ukończył 1-go przejazdu |
| Hans Enn         |             |             | Nie ukończył 1-go przejazdu | Nie ukończył 1-go przejazdu | Nie ukończył 1-go przejazdu | Nie ukończył 1-go przejazdu | 54,05                       | Nie ukończył 2-go przejazdu | Nie ukończył 2-go przejazdu | Nie ukończył 2-go przejazdu |

Kobiety
| Zawodniczka                   | Konkurencja | Konkurencja | Konkurencja                  | Konkurencja                  | Konkurencja                  | Konkurencja                  | Konkurencja                  | Konkurencja                  | Konkurencja                  | Konkurencja                  |
| Zawodniczka                   | Zjazd       | Zjazd       | Slalom gigant                | Slalom gigant                | Slalom gigant                | Slalom gigant                | Slalom specjalny             | Slalom specjalny             | Slalom specjalny             | Slalom specjalny             |
| Zawodniczka                   | Czas        | Pozycja     | Czas 1. przejazdu            | Czas 2. przejazdu            | Czas łączny                  | Pozycja                      | Czas 1. przejazdu            | Czas 2. przejazdu            | Czas łączny                  | Pozycja                      |
| ----------------------------- | ----------- | ----------- | ---------------------------- | ---------------------------- | ---------------------------- | ---------------------------- | ---------------------------- | ---------------------------- | ---------------------------- | ---------------------------- |
| Lea Sölkner                   | 1:14,39     | 8.          |                              |                              |                              |                              | Nie ukończyła 1-go przejazdu | Nie ukończyła 1-go przejazdu | Nie ukończyła 1-go przejazdu | Nie ukończyła 1-go przejazdu |
| Lisi Kirchler                 | 1:14:55     | 9.          | Nie ukończyła 1-go przejazdu | Nie ukończyła 1-go przejazdu | Nie ukończyła 1-go przejazdu | Nie ukończyła 1-go przejazdu |                              |                              |                              |                              |
| Veronika Wallinger-Stallmaier | 1:14,76     | 10.         |                              |                              |                              |                              | Nie ukończyła 1-go przejazdu | Nie ukończyła 1-go przejazdu | Nie ukończyła 1-go przejazdu | Nie ukończyła 1-go przejazdu |
| Sylvia Eder                   | 1:14,97     | 13.         | 1:13,00                      | 1:16,03                      | 2:29,03                      | 34.                          |                              |                              |                              |                              |
| Anni Kronbichler              |             |             | 1:11,40                      | 1:12,77                      | 2:24,17                      | 14.                          | 48,84                        | 49,21                        | 1:38,05                      | 8.                           |
| Roswitha Steiner              |             |             | 1:12,09                      | 1:14,47                      | 2:26,56                      | 27.                          | 49,22                        | 48,62                        | 1:37,84                      | 4.                           |

### Saneczkarstwo
Mężczyźni
| Zawodnik                           | Konkurencja | Ślizg 1 | Ślizg 2 | Ślizg 3 | Ślizg 4 | Łącznie  | Pozycja |
| ---------------------------------- | ----------- | ------- | ------- | ------- | ------- | -------- | ------- |
| Markus Prock                       | Jedynki     | 46,458  | 46,571  | 46,345  | 46,465  | 3:05,839 | 8.      |
| Gerhard Sandbichler                | Jedynki     | 46,601  | 46,613  | 46,542  | 46,697  | 3:06,453 | 10.     |
| Georg Fluckinger                   | Jedynki     | 47,552  | 47,000  | 46,989  | 46,448  | 3:07,989 | 15.     |
| Georg Fluckinger Franz Wilhelmer   | Dwójki      | 42,013  | 41,889  |         |         | 1:23,902 | 4.      |
| Günther Lemmerer Franz Lechleitner | Dwójki      | 42,188  | 41,945  |         |         | 1:24,133 | 5.      |

Kobiety
| Zawodnik          | Konkurencja | Ślizg 1 | Ślizg 2 | Ślizg 3 | Ślizg 4 | Łącznie  | Pozycja |
| ----------------- | ----------- | ------- | ------- | ------- | ------- | -------- | ------- |
| Annefried Göllner | Jedynki     | 42,437  | 42,643  | 42,219  | 42,074  | 2:49,373 | 7.      |

### Skoki narciarskie
Mężczyźni
| Konkurencja            | Skoczek         | Skok 1    | Skok 1 | Skok 2    | Skok 2 | Nota  | Pozycja |
| Konkurencja            | Skoczek         | odległość | Nota   | odległość | Nota   | Nota  | Pozycja |
| ---------------------- | --------------- | --------- | ------ | --------- | ------ | ----- | ------- |
| Skocznia normalna K-90 | Andreas Felder  | 84,0      | 99,9   | 87,0      | 105,7  | 205,6 | 6.      |
| Skocznia normalna K-90 | Hans Wallner    | 83,0      | 97,8   | 79,0      | 88,9   | 186,7 | 24.     |
| Skocznia normalna K-90 | Ernst Vettori   | 84,5      | 97,2   | 72,5      | 76,0   | 173,2 | 36.     |
| Skocznia normalna K-90 | Armin Kogler    | 72,0      | 74,7   | 74,0      | 78,4   | 153,1 | 52.     |
| Skocznia duża K-112    | Armin Kogler    | 106,0     | 103,1  | 99,5      | 92,5   | 195,6 | 6.      |
| Skocznia duża K-112    | Hans Wallner    | 94,0      | 80,3   | 100,0     | 93,2   | 173,5 | 24.     |
| Skocznia duża K-112    | Andreas Felder  | 94,0      | 80,8   | 99,5      | 89,5   | 170,3 | 28.     |
| Skocznia duża K-112    | Manfred Steiner | 96,0      | 85,6   | 84,0      | 63,8   | 149,4 | 41.     |